# 东赵各庄镇
东赵各庄镇，是中华人民共和国天津市蓟州区下辖的一个乡镇级行政单位。

## 行政区划
东赵各庄镇下辖以下地区：
傍漳屯村、段截庄村、大徐庄村、安二庄村、西瓦房村、大朱庄村、仁福庄村、张进士庄村、西苏庄村、北孟辛庄村、后牛宫村、前牛宫村、穆家庄村、吉祥庄村、黄家屯村、兴武镇村、小赵庄村、唐坨庄村、南辛庄村、齐心庄村、杨辛庄村、上窝头村、东赵各庄村、西赵各庄村、盈福寺村、毛彦庄村、北宋庄村、新河口村、牛道口村、南太平庄村和李将官庄村。